# Ausbleichen von Gemälden

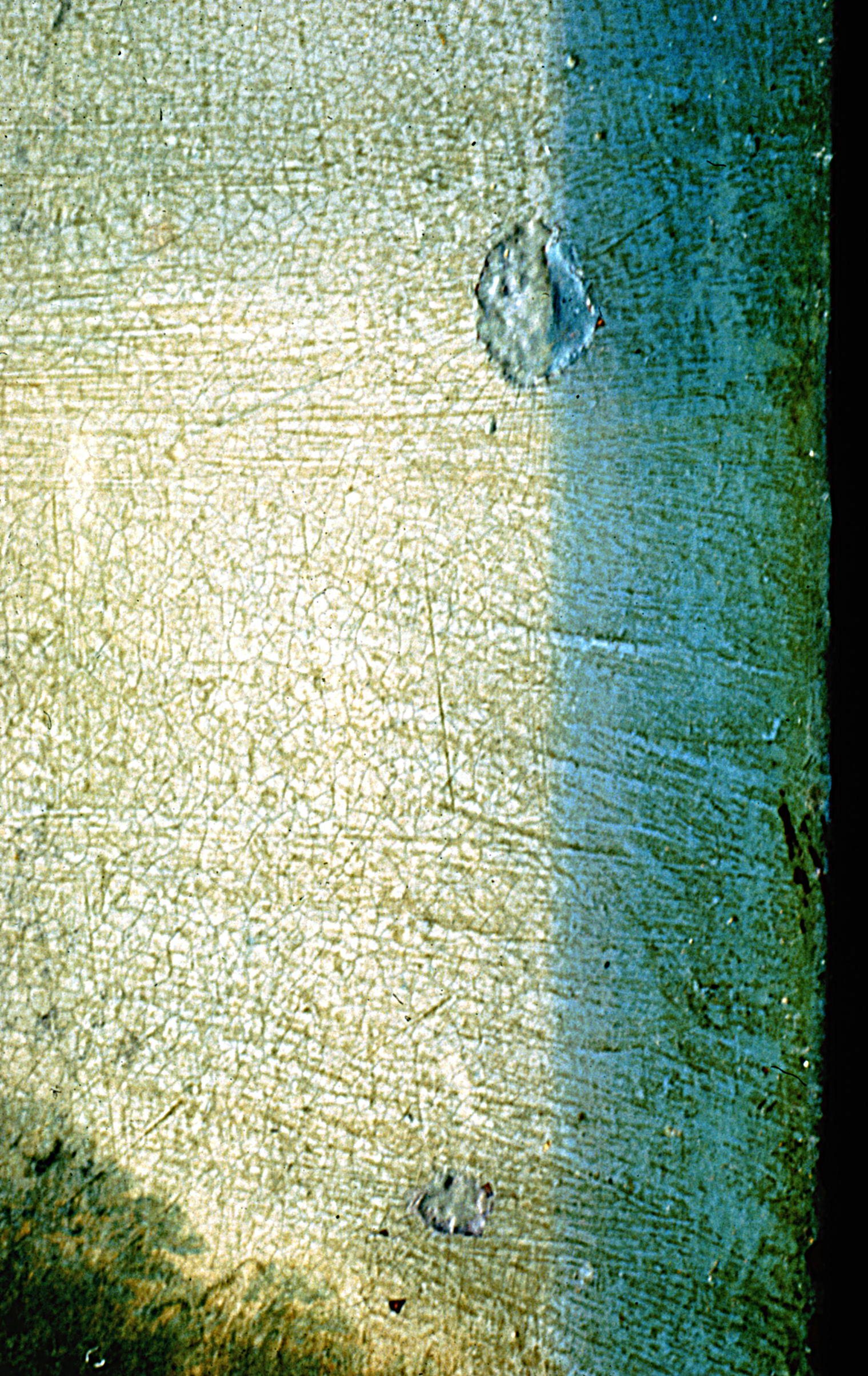
Geschützt vor den Umwelteinflüssen hat sich unter dem Zierrahmenfalz die ursprüngliche Farbe des Himmels erhalten.

Unter Ausbleichen versteht man ein Aufhellen der obersten Farbschicht(en) eines Gemäldes. Betroffen hiervon sind die mit Pigmenten tierischen oder pflanzlichen Ursprungs (Krapplack, Indigo, Färberwaid oder Indischgelb) gemalten Farbflächen.

## Ursache
Die Ursache für diesen Effekt sind eine intensive Einwirkung von Licht und Sauerstoff auf die Gemäldeoberfläche. Farbreste, die noch die ursprüngliche Farbigkeit eines Gemäldes wiedergeben, lassen sich gelegentlich unter dem Zierrahmenfalz feststellen. Vor Licht und Sauerstoff geschützt, erhält sich die originale sehr viel intensivere Farbgebung. Besonders Sonnenlicht mit 10.000 Lux oder mehr lösen photochemische Prozesse aus und lassen Bilder ausbleichen, teils auch verbräunen. Empfehlenswert für Gemälde sind 50 bis 100 Lux. Da sich Lichtschäden kumulieren, verstärkt sich das Ausbleichen mit erhöhter Disposition.

## Wiederherstellung
Es ist nicht möglich, mit restauratorisch-/konservatorischen Mitteln die ursprüngliche Farbgebung einer ausgebleichten Farbschicht wiederherzustellen. Die Verwendung lichtechter Farben und Pigmente mindert den Ausbleicheffekt.

## Ähnliche Erscheinungen

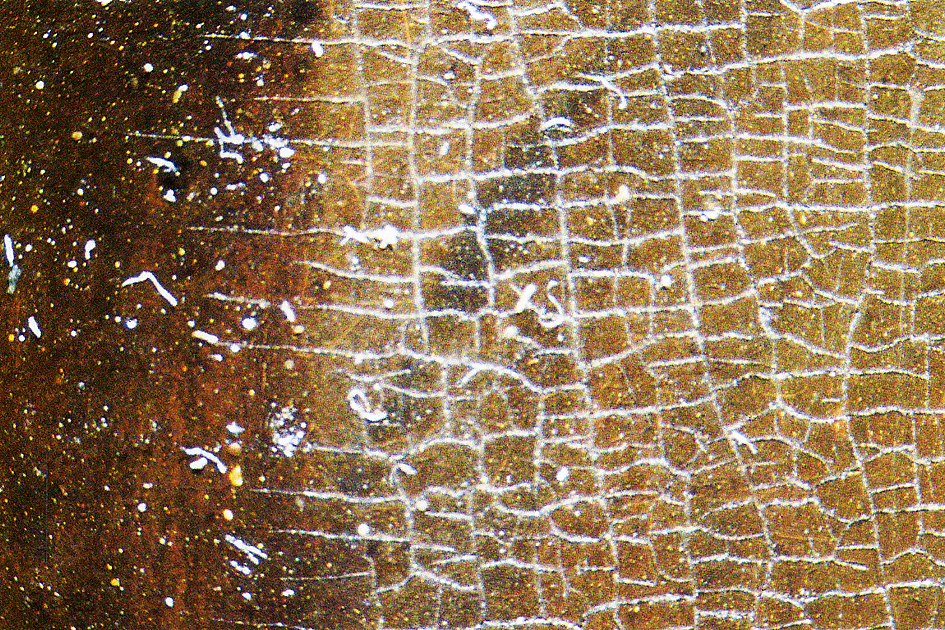
Durch ein sehr engmaschiges Firniscraquelé kann es zu einer Erscheinung kommen, die dem Ausbleichen sehr ähnelt.

Durch Gilben und/oder Verschmutzen eines Firnisses, sowie durch ein sehr engmaschiges Firniscraquelé kann es zu einer Erscheinung kommen, die dem Ausbleichen sehr ähnelt. Auch hier besitzt die vom Rahmenfalz geschützte Randzone eine leuchtende Farbigkeit, während die übrige Malerei vergraut und stumpf wirkt.
Weiße LED-Lampen mit Blau- und Grünanteil zerstören gelbe Farben auf Gemälden und verändern dabei die Farbtöne, wie Wissenschaftler 2013 herausfanden.